# 简单通用网关接口
简单通用网关接口 (英語：Simple Common Gateway Interface，简称 SCGI) 是一种让应用程序与 HTTP 服务器交互的协议，作为 CGI 协议的替代。它类似于 FastCGI 但它被设计地更容易实现，且最重要的是，允许有很大延迟的 CGI 操作（如联系外部数据库）。

## 规范
客户端通过一个可靠的流流协议连接到一个 SCGI 服务器，进行 8 比特字节的传输。客户端首先发送请求，当 SCGI 服务器看到请求结束时，它会将回应发送回来并关闭连接。[note 1]

### 请求格式
请求包含几个头部和正文。头部的格式是：
```
headers ::= header*
header ::= name NUL value NUL
name ::= notnull+
value ::= notnull*
notnull ::= <01> | <02> | <03> | … | <ff>
NUL = <00>
```

头部中不允许出现重复的名称。第一个头部的名称必须是 "CONTENT_LENGTH" 且值为正文的十进制长度。 "CONTENT_LENGTH" 头必须始终存在，即使它的值为 "0" 。此外还必须有一个头部的名称为 "SCGI" 且值为 "1"。为了方便从 CGI 过渡，标准的 CGI 环境变量也应该被作为 SCGI 头部提供。
头部会被编码为 netstring ，然后发送到服务器应用程序。正文将在头部后发送，它的长度由 "CONTENT_LENGTH" 头部指定。

### 示例
网页服务器（SCGI 客户端）打开连接并发送以下字符串拼接起来的数据：
```
"70:"
    "CONTENT_LENGTH" <00> "56" <00>
    "SCGI" <00> "1" <00>
    "REQUEST_METHOD" <00> "POST" <00>
    "REQUEST_URI" <00> "/deepthought" <00>
","
"What is the answer to life, the Universe and everything?"
```

网页应用程序（SCGI 服务器）发送以下回应：
```
"Status: 200 OK" <0d 0a>
"Content-Type: text/plain" <0d 0a>
"" <0d 0a>
"42"
```

然后 SCGI 服务器关闭连接。

## 实现 SCGI 的网页服务器
- Apache HTTP Server
- Cherokee
- Lighttpd
- Mathopd （页面存档备份，存于） - 通过非官方补丁
- 带 ISAPI SCGI 扩展 （页面存档备份，存于） 的微软網際網路資訊服務
- Nginx
- Avuna HTTPD

## SCGI API 的语言绑定
- Cobra
- Haskell
- Java，通过 SCGI connector （页面存档备份，存于）
- Lisp
- Perl，通过 SCGI 包 （页面存档备份，存于）
- PHP
- Python
- Racket，通过 scgi: Web Server HTTP SCGI and CGI （页面存档备份，存于）
- Ruby
- Scheme
- Tcl
- Nim